# Clogmia
Clogmia es un género de moscas de drenaje de la subfamilia Psychodinae.
El género fue descrito por Günther Enderlein en 1937.

## Especies
- Clogmia albipunctata (Williston, 1893)[2]
- Clogmia bidentata Ježek, 2004
- Clogmia caboverdeana (Ježek & Harten, 1996)
- Clogmia fuscipennis (Tonnoir, 1920)
- Clogmia poncianicola (Satchell, 1953)